# La guerra continua
La guerra continua (bra Os Valentes Não Se Rendem) é um filme de ítalo-franco-iugoslavo, de 1962, em preto e branco, dos gêneros drama, romance e guerra, dirigido por Leopoldo Savona e roteirizado por Gino de Santis e Ugo Pirro, com música de Armando Trovajoli.

## Sinopse
Durante a Segunda Guerra Mundial na Itália, um paraquedista americano se junta a uma garota e cinco ex-prisioneiros de guerra italianos para destruir uma ponte.

## Elenco
- Jack Palance ....... Jack
- Giovanna Ralli ....... Italia
- Venantino Venantini ....... Alberto
- Serge Reggiani ....... Libero
- Bruno Scipioni ....... Angelino
- Miha Baloh ....... Sansone
- Folco Lulli ....... Marzi
- Franco Balducci ....... Conti
- Vida Levstik ....... Ida
- Guido Bertone ....... Carlo
- Isabella Chiurco ....... Carla
- Ajsa Mesic ....... Luisa
- Vera Murko ....... Mafalda